# Friedmann Hillél
Friedmann Hillél (Madarász, 1892. május 10. – Buchenwald, 1944. december 13.) vallástanár, szarvasi, majd dombóvári főrabbi.

## Élete
A Szatmár vármegyei Madarászon született. 1909 és 1919 között a Budapesti Rabbiképző növendéke volt. 1919-ben avatták rabbivá. 1919-től a Pesti Izraelita Hitközség vallástanára, 1921 óta szarvasi főrabbi volt. 1927-ben a Dombóvári hitközség élére választották. 1944 júniusában deportálták Auschwitzba. Az év végén hunyt el Buchenwaldban.